# 1114. grenadirski polk (Wehrmacht)
1114. grenadirski polk (izvirno nemško 1114. Grenadier-Regiment; kratica 1114. GR) je bil pehotni polk Heera v času druge svetovne vojne.

## Zgodovina
Polk je bil ustanovljen 11. julija 1944 kot sestavni del 551. grenadirske divizije. 